# 이란 인민무자헤딘기구
이란 인민무자헤딘기구(سازمان مجاهدين خلق ايران 사즈만에 모자헤딘에 칼크에 이란, Mujahedin-e Khalq, 약자 MEK)는 이란의 좌익 반체제 정치군사 조직으로, 현재 이란 이슬람 공화국 정권을 전복시키는 폭력혁명을 목적으로 하며, 스스로를 망명정부라고 주장한다.
1965년 이란 제국 시절 반제정 투쟁조직으로 처음 설립되었다. 현재 이란과 이라크에서 테러조직으로 지정되어 있다. 영국은 2008년, 유럽연합은 2009년, 캐나다와 미국은 2012년 이 단체에 대한 테러조직 지정을 취소했다.
MEK는 “민주주의, 인권보호, 자유시장경제, 중동평화”를 목적으로 한다고 주장한다. 하지만 일각에서는 그것은 말뿐이고, 실체는 지도자 마리암, 마수드 라자비 부부의 개인숭배로 돌아가는 사이비종교에 가깝다고 분석하기도 한다. 2009년 브루킹스 연구소의 보고서에 따르면 MEK는 그다지 민주주의적이지 않으며, 대중들 사이의 지지도 받지 못하고 있지만 여전히 이란에서 활동하며 테헤란 정부에 대한 대리전을 수행하고 있다.